# Lieuche
Lieuche é uma comuna francesa na região administrativa da Provença-Alpes-Costa Azul, no departamento Alpes Marítimos. Estende-se por uma área de 13,40 km², com 45 habitantes, segundo os censos de 1999, com uma densidade de 3 hab/km².